# Тернавка (Журавновская поселковая община)
Тернавка (укр. Тернавка) — село в Журавновской поселковой общине Стрыйского района Львовской области Украины, расположено на реке Лютинка.
Население по переписи 2001 года составляло 183 человека. Занимает площадь 0,62 км². Почтовый индекс — 81798. Телефонный код — 3239.